# Juan Esteban Aponte
Juan Esteban Aponte Mora (Villavicencio, Colombia, 29 de marzo de 2004) es un actor infantil colombiano. Es reconocido por haber participado en la serie de televisión Fugitivos y por protagonizar la telenovela Anónima.

## Biografía
Nació en el año 2004 en la ciudad de Villavicencio, situada en el departamento del Meta. Comenzó su carrera en el año 2014 en la teleserie del Canal Caracol Dulce Amor, donde interpretó a Roberto "Beto". Su participación en Fugitivos le valió la nominación a los Premios Talento Caracol en la categoría de Mejor Actor Revelación. Su carrera actoral continuó en la telenovela Dulce amor en el año 2015 de la mano de los directores Santiago Vargas Henao y Alejandro Vasquely. En ese mismo año protagonizó la telenovela del Canal RCN Anónima junto a la reconocida actriz Verónica Orozco.

## Filmografía

### Televisión
| Año       | Título                            | Personaje              | Notas                | Canal              |
| --------- | --------------------------------- | ---------------------- | -------------------- | ------------------ |
| 2021      | El Cartel de los Sapos: el origen |                        | Aparición especial   | Netflix            |
| 2019      | Alex de todas formas              | León                   | Reparto              | Señal Colombia     |
| 2018      | La balada de hugo sanchez         | Elvis                  | Reparto              | Netflix            |
| 2018      | Nadie me quita lo bailao          | Amigo de Alberto Pérez | Aparición especial   | Canal RCN          |
| 2016-2017 | La ley del corazón                | Juan Carlos Segura     | Aparición especial   | Canal RCN          |
| 2015-2016 | Anónima                           | Eric Luna              | Protagonista         | Canal RCN          |
| 2015      | Dulce amor                        | Betico López           | Reparto              | Caracol Televisión |
| 2015      | Sala de urgencias                 | Byron                  | Reparto              | Canal RCN          |
| 2015      | Mujeres al límite                 |                        | Reparto              | Caracol Televisión |
| 2014      | Fugitivos                         | Samuel Duarte          | Revelación Artística | Caracol Televisión |
| 2013      | El día de la suerte               |                        | Aparición especial   | Canal RCN          |

## Cine
| Año  | Título          | Rol    | Nota |
| ---- | --------------- | ------ | ---- |
| 2019 | Mamá al volante | Miguel |      |

## Premios y nominaciones

### Premios Talento Caracol
| Año  | Categoría              | Telenovela o Serie | Resultado |
| ---- | ---------------------- | ------------------ | --------- |
| 2015 | Mejor Actor Revelación | Fugitivos          | Nominado  |